# 岩井勉
岩井 勉（いわい つとむ　1919年（大正8年）7月20日 - 2004年（平成16年）4月17日）は、日本の海軍軍人。日中戦争、太平洋戦争に戦闘機搭乗員として従軍した。零戦の初空戦に参加した13人の1人でもある。最終階級は海軍中尉。

## 経歴

### 入隊
1919年（大正8年）京都府相楽郡で農家の末っ子として生まれた。木津農学校に在学中の1935年（昭和10年）海軍飛行予科練習生を受験し合格する。同年予科練6期生として横須賀空に入隊。1938年（昭和13年）8月、同期生186名中、わずか20名の戦闘機操縦者として予科練教程を卒業。佐伯空で戦闘機操縦訓練ののち、1939年（昭和14年）2月、実戦部隊である大村空へ配属される。その後、鈴鹿空をへて1940年（昭和15年）1月、漢口の第十二航空隊に転属となる。

### 日中戦争（零戦初空戦）
1940年（昭和15年）7月、零式艦上戦闘機11型が、海軍の制式戦闘機として採用される。同年9月13日、進藤三郎大尉率いる13機（岩井は小隊の3番機）は重慶爆撃の中攻隊の護衛として出撃、I-15・I-16計30数機と空戦になり単独で２機を撃墜。この空戦は内地でも大きく報道された。戦闘機隊13名はこの功績により支那方面艦隊司令長官から感状を授与された。その後も数次の出撃を重ね、10月26日の成都攻撃おいても戦果（単独でI-15を1機撃墜）を上げる。　11月、内地へ帰還、教員として筑波空に転勤。

### 太平洋戦争開戦から終戦
筑波空で教員生活を送っていた1941年（昭和16年）12月太平洋戦争が勃発。
岩井は大村空での勤務を経て、1942年（昭和17年）11月、空母瑞鳳戦闘機隊に転属する。1943年（昭和18年）1月、瑞鳳は呉を出港、トラック島に進出しガダルカナル撤退作戦の間接掩護に従事。2月19日、ニューギニアのウェワクに進出し陸軍輸送船団の護衛任務に着く。
3月3日、P-38と初めて遭遇しこれを撃墜。
4月2日、い号作戦のためラバウルに進出しガダルカナル島、ポートモレスビー、オロ湾、ラビへの攻撃に参加する。4月16日、い号作戦は終了し内地へ帰還するが、7月には再びトラック島に戻り、基地訓練や味方輸送船の上空哨戒に従事する。
10月、ろ号作戦のため各隊は「11月1日をもってラバウルに進出せよ」との命令を受けるが、岩井は不慮の事故による負傷で入院を余儀なくされ、11月5日（第1次）から11日（3次）までのブーゲンビル島沖航空戦に出撃できなかった。（この戦いにおいて味方航空隊は搭乗員の約半数を失った）12月、瑞鳳は内地へ帰港。
1944年（昭和19年）1月、台南海軍航空隊へ転勤となり13期予備学生の教育にあたる。
岩井の戦歴を知るとともに高度な操縦技術を目の当たりにした学生たちの間で『ゼロファイターゴッド』と呼ばれていた。
1944年（昭和19年）8月、第六〇一海軍航空隊に転属。
10月18日、瑞鶴に着艦。20日、瑞鶴は第三艦隊（小沢治三郎中将が指揮する囮部隊）の旗艦として、フィリピン北東へ進出（レイテ沖海戦）　24日、敵機動部隊を攻撃すべく瑞鶴より出撃する。発艦して約1時間が経過したころ突然、グラマンF6F編隊の奇襲を受けるが辛うじてこれを回避。帰艦すべく母艦を探すが発見できず、ルソン島のアパリ飛行場に不時着する。（岩井の他にも26機が不時着していたが稼動機は岩井機を含め15機のみ）
25日、米軍機編隊からの攻撃を受け第三艦隊は瑞鶴を含むすべての空母を撃沈される。
帰る部隊を失った岩井ら母艦搭乗員は、アパリからツゲガラオ、ニコルス、バンバンと移動するが、どこに行っても余所者扱いの上、連日に渡り、少数での無謀な出撃を強いられた。11月1日、突然、岩井ら601空隊員3名に内地への帰還命令が出る。しかしそれは「マニラまで行って内地行きの便をつかまえて帰れ、飛行機はおいて行け」という無茶な内容であったが、岩井らは内地へ帰りたい一心で歩き続け、なんとか陸軍重爆機に便乗して内地に帰還した。
1944年（昭和19年）12月、岩井ら戦闘機隊は岩国基地へ移動となる。
1945年（昭和20年）2月、一航戦の解隊により六〇一空は第三航空艦隊に編入され、戦闘第310飛行隊、攻撃第１飛行隊、攻撃第254飛行隊の三個編成となる。（岩井は戦闘第310飛行隊に所属、隊長は香取穎男大尉）
2月14日、六〇一空所属飛行隊、稼働可能全機に香取基地進出命令が下る。 
しかし命令を受けた香取隊長は分解整備中の零戦が2機あり、また、盲腸手術直後の茂木中尉もいることから岩井に分解整備完了次第、茂木中尉と共に、後から来るよう命令する。
2月16日、戦闘310飛行隊、20機は香取基地へ出発。
2月21日、六〇一空は硫黄島への特攻隊（第二御盾隊）として、中継基地の八丈島飛行場へ出発。　岩井が岩国基地から整備完了後の零戦にて、香取基地に到着した時にはすでに部隊は硫黄島へ突入を開始したあとだった。
1945年（昭和20年）4月6日、この日から菊水作戦が開始される。岩井は特攻隊支援ため、制空、前路掃討に従事する。
4月17日、稼動機を使い果たした六〇一空は、この日の出撃をもって菊水作戦から離脱、関東防空に専念することとなり、百里原へ引き揚げる。
4月20日、軍医長から肺浸潤にかかっていることをつげられ、霞ヶ浦海軍病院（現、霞ヶ浦医療センター）へ入院となり、療養中の、8月15日に終戦を迎える。
最後の飛行は教員時代に乗り慣れた九三式中間練習機だった。
終戦時、撃墜数22機、飛行時間2200時間、飛行回数3200回、着艦回数75回。
そしてこれだけの激戦に参加しながら被弾数はゼロであった。

### 戦後
1950年（昭和25年）奈良県米麦卸売株式会社に入社し以後経理の道を歩く。
1971年（昭和46年）奈良県の食糧卸会社4社が合併した奈良第一食糧株式会社に経理部長として迎えられ、以後常務を5年、専務を6年、そして社長を9年間務める。
2004年（平成16年）奈良市内の病院にて死去。満85歳没。